# Sielsowiet Wiendaraż
Sielsowiet Wiendaraż (biał. Вендаражскі сельсавет; ros. Вендорожский сельсовет) – sielsowiet na Białorusi, w obwodzie mohylewskim, w rejonie mohylewskim, z siedzibą w Wiendarażu.
Według spisu z 2009 sielsowiet Wiendaraż zamieszkiwało 1825 osób, w tym 1720 Białorusinów (94,25%), 70 Rosjan (3,84%), 20 Ukraińców (1,10%), 5 Mołdawian (0,27%), po 1 Polaku, Ormianinie, Romie i Azerze (po 0,05%), 1 osoba dwóch lub więcej narodowości i 5 osób, które nie podały żadnej narodowości.

## Miejscowości
- agromiasteczko:
  - Wiendaraż
- wsie:
  - Atnianka
  - Barsuki
  - Bartniaki
  - Bialauszczyna
  - Biarozauka
  - Budziszcza
  - Chrypialowa
  - Dubinka
  - Huslanka
  - Husliszcza
  - Jamnica
  - Kapiejnaje
  - Karczomka
  - Koncy
  - Krasnaja Słabada
  - Kuty
  - Ławiec
  - Majak
  - Masalszczyna
  - Michalowa
  - Nawasiołki
  - Nowy Sinin
  - Nowy Wiendaraż
  - Panizou
  - Stary Sinin
  - Szarajeuka
  - Uhalle
  - Waratynszczyna
  - Zalessie
  - Zawiareżża
  - Zialonaja Słabada
  - Żurawiec 1
  - Żurawiec 2
- osiedla:
  - Jużny Żabin
  - Wiasioły
  - Wiendryż